# Phare de Punta San Raineri
Le phare de Punta San Raineri (en italien : Faro di Punta San Raineri) est un phare situé sur les fortifications de la Torre della Lanterna. Il se trouve sur le territoire de la commune de Messine dans le détroit de Messine , dans la province de Messine (Sicile), en Italie.

## Histoire
La Torre della lanterna fait partie d'un ensemble de fortifications ordonné par le roi Charles Quint pour défendre la Sicile de l'Empire ottoman. Elle se trouve en bout d'une petite péninsule de l'est du port de Messine.
Le phare est entièrement automatisé et alimenté sur le réseau électrique à l'énergie solaire. Il est géré par la Marina Militare.

## Description
Le phare  se compose d'une tour octogonale en maçonnerie, en deux tronçons, de 41 m de haut, avec double galerie et lanterne, au-dessus d'une grande tour carrée en pierre d'un étage. La tour est blanche avec plusieurs bandes noires et le dôme de la lanterne est gris métallisé. Il émet, à une hauteur focale de 42 m, trois éclats blancs toutes les 15 secondes. Sa portée est de 22 milles nautiques (environ 41 km) pour le feu blanc et 17 milles nautiques pour le feu de réserve.
Identifiant : ARLHS : ITA-143 ; EF-2752 - Amirauté : E1814 - NGA : 9768 .

## Caractéristiques dufeu maritime
Fréquence : 15 secondes (W)
- Lumière : 0.2 seconde
- Obscurité : 2.8 secondes
- Lumière : 0.2 seconde
- Obscurité : 2.8 secondes
- Lumière : 0.2 seconde
- Obscurité : 8.8 secondes

|                   |
| Punta San Raineri |

|          |
| Le phare |

### Lien connexe
- Liste des phares de la Sicile